# Giuseppe Vicentini (banchiere)
Giuseppe Vicentini (Gaibana di Ferrara, 19 gennaio 1877 – Roma, 20 gennaio 1943) è stato un politico, banchiere, finanziere ed affarista italiano.
Tra i fondatori del Partito Popolare Italiano, tra il 1915 e il 1923 fu anche consigliere delegato con funzione di direttore generale e, successivamente, amministratore delegato del Banco di Roma.

## Biografia

### Le origini
Vicentini nacque a Gaibana, un piccolo paese nei pressi di Ferrara, da Giovanni Battista e Rachele Moretti. Dopo essere diventato discepolo e amico del conte Giovanni Grosoli, nobile carpigiano di origini ebraiche convertitosi al cattolicesimo e trasferitosi in giovane età a Ferrara, all'inizio del Novecento fece il suo ingresso nel consiglio di amministrazione del Piccolo Credito Romagnolo (poi semplicemente Piccolo Credito), dove rimase fino al 1913.
Parallelamente, nel 1902 diventò anche segretario generale del Comitato Generale Permanente dell'Opera dei congressi e dei comitati cattolici, organizzazione nata nel 1874 al fine di tutelare i diritti della chiesa, messi in crisi dall'Unità d'Italia, di cui l'amico Grosoli era presidente. Sempre nel 1902 diventò consigliere comunale a Ferrara e diresse inoltre il periodico cattolico La Domenica dell'Operaio.

### La carriera nel mondo bancario cattolico
Nel 1903 sposò una sua conterranea, che di cognome faceva Zerbini e con cui si trasferì a Roma nel 1913. Dalla loro unione nacquero Livia Vicentini, che sarà moglie del giornalista calabrese Mimmo Bucarelli e Giovan Battista Vicentini, futuro ingegnere. Nel gennaio 1914 appoggiò la nascita della Federazione Bancaria Italiana, di cui divenne anche amministratore delegato. Sempre nel 1914 venne nominato amministratore delegato anche del Credito Nazionale, che tra il 1918 e il 1919 diventerà, in pratica, la banca del Partito Popolare Italiano.
Nel 1915, attraverso il Credito Nazionale partecipò alla ricapitalizzazione del Banco di Roma, il che gli permise di diventarne anche consigliere di amministrazione, poi nel 1919 direttore generale e, in seguito, amministratore delegato, sotto la presidenza di Giovanni Grosoli. Tra il 1920 e il 1921 però una serie di dissesti bancari, tra cui quelli della Banca Cattolica Mantovana, legata alla Federazione Bancaria Italiana, e quello della Banca Italiana di Sconto di Angelo Pogliani, mandarono improvvisamente in crisi il Banco di Roma.
Mussolini incaricò così il veronese Alberto De Stefani, ministro del Tesoro e delle Finanze del suo governo, ma anche dichiarato oppositore di Vicentini, di salvare l'istituto di credito dal fallimento. Ciò non impedì tuttavia al Vicentini di continuare a negoziare col governo fino al 1923 per cercare di salvarlo a sua volta. Nel febbraio 1923, però, sarà costretto a lasciare ufficialmente il proprio posto di amministratore delegato, per volontà del nemico De Stefani. In seguito a ciò sarà nominato vice-presidente, carica che però manterrà solo per un breve periodo.

### Cofondatore del Partito Popolare Italiano
Tra il 1918 e il 1919 era stato tra i fondatori del PPI, anche attraverso il cattolico Credito Nazionale, di cui era ancora amministratore delegato. Aveva partecipato anche alla piccola costituente convocata da Don Luigi Sturzo nel dicembre 1918, e lo aveva fatto come esponente dei maggiori gruppi finanziari cattolici, dopodiché, insieme agli amici e colleghi Giovanni Grosoli e Carlo Santucci, ne aveva appoggiato la corrente di centro-destra, la quale "combatteva il sinistrismo del partito".
Legato da solida amicizia anche con il politico e affarista pesciatino Tullio Benedetti, nella seconda metà degli anni '10, con lo stesso Benedetti agente in qualità di consigliere delegato, Vicentini aveva assunto anche la presidenza del Sindacato Coloniale Italiano (Sincolit), una società del Banco di Roma che era nata nel 1916 con l'obiettivo di valorizzare le colonie italiane e favorire le relazioni commerciali con le stesse.
Negli anni '20 permise al Benedetti di assumere anche la presidenza della Banca degli Abruzzi, federata al suo Credito Nazionale. E nel 1923, poco dopo la destituzione di Vicentini dal ruolo di amministratore delegato del Banco di Roma, la Banca degli Abruzzi iniziò a sostenere finanziariamente anche il Corriere Italiano, quotidiano romano diretto da quel Filippo Filippelli che, nel giugno 1924, verrà accusato di avere noleggiato la macchina su cui troverà la morte Giacomo Matteotti.
Dopo il rapimento del deputato socialista, Filippelli si appoggerà, tra l'altro, proprio a Tullio Benedetti per cercare di risolvere la sua situazione. Lo farà stilando un memoriale difensivo che verrà custodito dal Benedetti per alcuni mesi. La strategia difensiva verrà studiata all'interno della sede della romana Banca Latina, in Piazza Capranica, 78, nei giorni successivi al rapimento. Proprio di questo istituto Vicentini diverrà proprietario poco dopo, nell'agosto 1925, anche grazie all'aiuto dell'imprenditore romano Max Bondi, cambiandone però il nome in Banca Mobiliare. L'istituto dichiarerà fallimento nel 1928.

### Il confino
Il 1925 fu anche l'anno della sua uscita dal Credito Nazionale, avvenuta dopo che il Piccolo Credito di Ferrara era intervenuto per aiutarla. La banca venne posta in liquidazione l'anno successivo insieme alla Federazione Bancaria Italiana. Dopodiché Vicentini iniziò a subire la discriminazione del fascismo, forse anche a causa dei suoi trascorsi presso il Piccolo Credito di Ferrara, finito in fallimento nel novembre 1928 mandando sul lastrico di conseguenza centinaia di ferraresi. A causa di ciò il banchiere subì anche una consistente perdita patrimoniale.
Fu inoltre condannato al confino politico per ben cinque anni, dal 1928 al 1933, ed inviato dapprima sull'Isola di Ponza, poi ad Amalfi. Gli furono concessi infine gli arresti domiciliari. Secondo gli storici italiani, Vicentini trascorse l'ultima parte della sua vita in "una situazione di psicologica solitudine". Solo quelli stranieri hanno ipotizzato che nel periodo descritto egli possa invece essere rimasto in contatto con alcuni membri del fascismo locale ferrarese, in particolare con quello inviso a Mussolini e che faceva capo a Italo Balbo, il membro del Gran consiglio del fascismo che nel 1940 verrà ucciso dal fuoco amico insieme al giornalista Nello Quilici nel cielo della città libica di Tobruq.